# ديفيد غيب
ديفيد غيب (بالإنجليزية: David Gibb)‏ هو مغني بريطاني، ولد في 1 يوليو 1990.

## وصلات خارجية
- الموقع الرسمي